# Arne Mannerstedt
Sven Arne Mannerstedt, född 17 maj 1925, död 24 maj 2003, var en svensk jurist som var lagman i Arvika tingsrätt från 1989 till 1990.
Mannerstedt var juris kandidat och var fiskal vid hovrätten för Nedre Norrland 1957. Han var tingsdomare i Vartofta och Frökinds domsaga 1968–1970, var rådman i Arvika tingsrätt 1971–1988 och var lagman där 1989–1990.